# (22553) Yisun
(22553) Yisun – planetoida z grupy pasa głównego asteroid okrążająca Słońce w ciągu 3 lat i 268 dni w średniej odległości 2,41 j.a. Została odkryta 31 marca 1998 roku w programie LINEAR. Przed nadaniem nazwy planetoida nosiła oznaczenie tymczasowe (22553) 1998 FS116.